# Hydroporus productus
Hydroporus productus är en skalbaggsart som beskrevs av Leon Fairmaire 1880. Hydroporus productus ingår i släktet Hydroporus och familjen dykare. Inga underarter finns listade i Catalogue of Life.